# She of Little Faith
"She of Little Faith" är avsnitt sex från säsong 13 av Simpsons och sändes på Fox den 16 december 2011. I avsnittet råkar Bart Simpson och Homer av misstag krascha en modellraket in i Springfields kyrka, som tvingas ta hjälp av Mr. Burns för att reparera kyrkan. Lisa är inte glad över kommersiell den nya kyrkan är och lämnar kristendom för att söka en ny religion och fastnar för buddhismen. Avsnittet regisserades av Steven Dean Moore och skrevs av Bill Freiberger. I avsnittet medverkar Richard Gere som sig själv. Avsnittet nomineradews till en Primetime Emmy Award för "Outstanding Animated Program (For Programming less than One Hour)".

## Handling
Bart och Lisa tittar på en science fiction-film där man gör reklamfilm för en sats modellraket som Bart beställer genom att använda Homers kreditkort. Homer hjälper Bart och Milhouse att bygga raketen, men den förstörs redan innan den är redo för start. När Homer blir svartsjuk på att grannen Ned Flanders lyckats bygga en raket som fungerat tar Homer hjälp av sina gamla collegekompisar, Benjamin, Doug och Gary, som bygger en fungerade raket. Raketen verkar fungera i början men kraschar i kyrkan. Kyrkans medlemmar sammanträder om hur de ska få pengar för att finansiera reparationerna till kyrkan, och tvingas acceptera Mr. Burns och Lindsey Naegles förslag. De två återuppbygger kyrkan och finansierar det med annonser. Lisa är bestört över detta och lämnar kyrkan då hon anser att hennes religion har förlorat sin själ. 
Lisa ber på kvällen till Gud för att försäkra honom att hon har inte vänt honom ryggen, men att hon vill hitta en ny väg till honom eller henne. Hon går genom gatorna i Springfield och stannar framför stadens buddhistiska tempel. Där inne träffar hon på Lenny och Carl som är där tillsammans med Richard Gere som berättar för henne om de centrala delarna i buddhismen för henne. Lisa går hem och börjar studera religionen och inser till slut att buddhismen är något för henne och hon nu kallar sig buddhist. Lisa planterar ett bodhiträd på gården och börjar meditera vilket leder till att hennes mamma, Marge, blir orolig för Lisas själ och försöker övertyga henne att komma tillbaka till kristendomen. 
I kyrkan berättar pastor Lovejoy för Marge att de kan använda julen för att muta henne tillbaka. Marge börjar baka kakor, och dekorera hemmet och har fått Ralph och Milhouse att klä ut sig till en ponny i omslagspapper för att fresta henne, men Lisa inser vad de försöker göra och hon lämnar hemmet. Hon gör ett återbesök på buddhistiska tempelet och berättar för Richard Gere att hennes familj försökte lura henne, men Gere informerar henne om att meningen med buddhismen är att hitta inre frid, men de respekterar också den mångfald av andra religioner som bygger på kärlek och medkänsla och därmed är Lisa fri att fira högtider med sin familj inklusive jul. Lisa går tillbaka hem och berättar för alla att hon kommer att fira jul med dem och men berättar att hon fortfarande är buddhist. Marge tar henne till köket för att ge henne lite kakor och Lisa frågar henne om ponny och Marge försöker utan framgång att byta ämne när Lisa ropar åt henne att ge henne sin ponny.

## Produktion
"She of Little Faith" regisserades av Steven Dean Moore och skrevs av Bill Freiberger. Avsnittet sändes 16 december 2001. Innan Al Jean återvände på heltid till Simpsons jobbade han med TV-serien Teen Angel tillsammans med Mike Reiss och Bill Freiberger. 
Freiberger berättade då för Jean att om han blev showrunner igen skulle han gärna vilja skriva ett avsnitt, vilket han fick då han blev showrunner igen. Freiberger skrev det första utkastet som frilans i föräldrarnas lada i Pennsylvania, och när han återvände till manusförfattarna med sitt första manus gjorde han anteckningar som fyllde 106 sidor. Som ett resultat av det började Freiberger redigera avsnittet, vilket tog längre tid än att göra första manuset.  Episoden huvudsakliga handling, att Lisa blir buddhist, var en önskan från Jean, som ville utöka Lisas personlighet. När han gav idén till författarna blev de bekymrade över handlingens originalitet. De hävdade att serien redan hade utforskat religiösa teman i tidigare avsnitt, men Jean försäkrade dem att avsnittet skulle vara om Lisa första och främst, snarare än buddhismen. Sedan det här avsnittet har Lisa varit en buddhist i serien. Freiberger kom med idén till inledningen med modellraketerna. Han byggde det på en verklig upplevelse, när han som barn av misstag avfyrat en modellraket rakt in i ett fönster i sitt hus. En scen från denna del togs bort från avsnittet efter 11 september-attackerna. Scenen innehöll att en man vid namn Hassan Jay Salam greps av poliser, som trodde att raketen avfyrats av honom.
Ursprungligen handlade inledningen om att Marge försökte få Homer att bygga en modellraket med Bart men Homer ville inte först, men övertygades av Marge. Den renoverade kyrkan i avsnittet är byggd som en galleria och innehåller flera butiker och varuexponering, och pastor Lovejoy nämner i sin predikan både produkter och TV-program. Scenen används för att satirisera "megakyrkan". Episoden hävdar också att även om julen har förlorat sin mening, är det viktigare att "hålla dessa tankar för sig själv för att göra familjen lycklig." Även om "She of Little Faith" är ett julavsnitt, nämns inte julen förrän i tredje akten, eftersom författarna ville "glida in" i ämnet istället för att ha det i inledningen.
I avsnittet medverkar skådespelaren Richard Gere som sig själv. Gere medverkade på två villkor. Det första var att buddhismen skulle porträtteras korrekt, och hans andra var att Lisa skulle säga "Free Tibet" i avsnittet. Jean lovade att avsnittet skulle innehålla det, dock fanns inte Lisas replik med i avsnittet. Gere spelade in sina repliker i New York. Enligt Jean är Gere en av de få gästskådespelarna som ser snygga ut i Simpsonstilen.

## Mottagande
Avsnittet nominerades till en Primetime Emmy Award för "Outstanding Animated Program (For Programming less than One Hour)".